# Astronomdagarna
Astronomdagarna är en konferens för Sveriges astronomer som återkommit vartannat år sedan 1999. Konferensen anordnades på initiativ av Svenska Astronomiska Sällskapet och Nationalkommittén för astronomi med främsta syfte att underlätta kontakter mellan yngre forskare inom astronomi. Utöver yrkesastronomer och studenter deltar även amatörastronomer. 
I samband med konferensen arrangerar Svenska Astronomiska Sällskapet den populärvetenskapliga Nordenmark-föreläsningen.

## Historik
Astronomkongresser anordnades av Svenska astronomiska sällskapet första gången 1923 (Stockholm/Uppsala). Ytterligare konferenser hölls 1925 (Stockholm/Lund) och 1929 (Stockholm). Därefter gjordes ett långt uppehåll och träffarna återkom under namnet Astronomdagen 1958, med fortsättning 10–11 oktober 1959 i Lund och vid ytterligare fem tillfällen fram till 1972. Astronomdagarna återupptogs därefter först 1999.
| Datum             | Värdstad  | Värdinstitution                    | Nordenmark-föreläsare     |
| ----------------- | --------- | ---------------------------------- | ------------------------- |
| 15–16 okt 1999    | Stockholm | Stockholms observatorium           | Hans Olofsson             |
| 16–17 nov 2001    | Göteborg  | Chalmers tekniska högskola         | Hans Rickman              |
| 3–4 okt 2003      | Lund      | Lunds observatorium                | Bengt Gustafsson          |
| 21–22 okt 2005    | Uppsala   | Uppsala astronomiska observatorium | Marie Rådbo               |
| 21–23 sep 2007    | Kiruna    | Institutet för rymdfysik           | Ella Carlsson             |
| 25–26 sep 2009    | Stockholm | Stockholms observatorium           | Lars Bergström            |
| 29 sep–1 okt 2011 | Göteborg  | Chalmers tekniska högskola         | Gösta Gahm                |
| 10–12 okt 2013    | Lund      | Lunds universitet                  | Nils Bergvall             |
| 22–24 okt 2015    | Uppsala   | Uppsala universitet                | Maria Sundin              |
| 13-15 sep 2017    | Kiruna    | Institutet för rymdfysik           | Johan Kärnfelt            |
| 24-26 okt 2019    | Stockholm | Stockholms universitet             | Gabriella Stenberg Wieser |
| 24-26 okt 2021    | Växjö     | Linnéuniversitetet                 |                           |